# Poritia marakata
Poritia marakata är en fjärilsart som beskrevs av Corbet 1940. Poritia marakata ingår i släktet Poritia och familjen juvelvingar. Inga underarter finns listade i Catalogue of Life.